# Takahama
Takahama è una città giapponese della prefettura di Aichi.